# Katowice Spodek Live ’94
Katowice Spodek Live ’94 – kompilacja Perfectu wydana na kasecie i płycie kompaktowej w 1994 przez Armco Music. Album został wydany ponownie w 2003 za pośrednictwem wytwórni Art-Studio Camer-Ton (nr kat.: CD 001 CD 002).  
Album uplasował się na 37. miejscu listy przebojów OLiS.

## Opinie członków zespołu nt. albumu
Grzegorz Markowski:

Płyta z łez i krwi. W tych dźwiękach jest ogromnie dużo stresu i wiele radości. Tacy byliśmy dziesięć lat temu. Mam nadzieję, że nadal tacy jesteśmy.

Piotr Szkudelski:

Ja się cieszę, że to się w końcu ukazało na płycie, bo to był ważny koncert w historii grupy.

Andrzej Urny:

Ten zespół nigdy nie miał jakiegoś naprawdę fajnego wydawnictwa, wyglądającego tak, że przyjemnie wziąć do ręki. Powiedziałem więc sobie: raz zrobię coś takiego wyjątkowego.

## Skład[2]
- Grzegorz Markowski – śpiew
- Andrzej Urny – gitara / śpiew
- Andrzej Nowicki – gitara basowa
- Piotr Szkudelski – perkusja
- Ryszard Sygitowicz - gitara, gitara rytmiczna

## Spis utworów[2]

### CD 1
1. "Jeszcze nie umarłem"
2. "Pocztówka dla państwa Jareckich"
3. "Bażancie życie"
4. "Lokomotywa z ogłoszenia"
5. "Pepe wróć"
6. "Nasza muzyka wzbudza strach"
7. "Ale wkoło jest wesoło"
8. "Bla, bla, bla"
9. "Po co?"
10. "Idź precz"
11. "Widzisz Panie"

### CD 2
1. "Wieczorny przegląd moich myśli"
2. "Czytanka dla Janka"
3. "Żywy stąd nie wyjdzie nikt"
4. "Nieme kino"
5. "Opanuj się"
6. "Niewiele Ci mogę dać"
7. "Wyspa, drzewo, zamek"
8. "Nie igraj ze mną kiedy gram"
9. "Autobiografia"
10. "A kysz biała mysz"
11. "Chcemy być sobą"